# Parapholidoptera punctifrons
Parapholidoptera punctifrons är en insektsart som först beskrevs av Hermann Burmeister 1838.  Parapholidoptera punctifrons ingår i släktet Parapholidoptera och familjen vårtbitare. Inga underarter finns listade i Catalogue of Life.